# 馬璠
馬璠（1443年—？），字廷璽，山西平陽府解州安邑縣人，民籍，明朝政治人物。進士出身。

## 生平
早年出身河東運司學生，山西鄉試第十一名舉人。成化十一年（1475年）乙未科會試第一百四十九名，殿試登進士第二甲第四十名。官刑部員外郎。弘治三年（1490年）陞陝西按察司僉事。

## 家族
曾祖馬仲實。祖父馬毅元。父亲馬宗道。